# The House of the Dead Bundle Pack
The House of the Dead Bundle Pack est une compilation de jeux vidéo d'action de type tir au pistolet sortie exclusivement sur PlayStation 3 en octobre 2012.
Elle a été éditée par Sega et fait partie de la série The House of the Dead.

## Contenu
La compilation comprend les trois jeux suivants :
- The House of the Dead III ;
- The House of the Dead 4 ;
- The House of the Dead: Overkill Extended Cut (réédition de The House of the Dead: Overkill).

## Système de jeu
Les trois jeux fonctionnent de la même manière : le joueur doit tirer sur ses adversaires pour les tuer ; en outre, il doit éviter de tirer sur les civils, représentés par des scientifiques, sous peine de perdre une vie. Pour recharger son arme, le joueur doit pointer son pistolet optique hors de l'écran et tirer. Un second joueur peut l'accompagner, ce qui a pour effet de voir le nombre d'adversaires augmenter.